# Gustavo Ramírez (zapaśnik)
Gustavo Ramírez (ur. 15 maja 1941 w San Marcos) – gwatemalski zapaśnik. Olimpijczyk z Meksyku 1968, gdzie zajął 22. miejsce w stylu klasycznym i 21. w stylu wolnym. Walczył w kategorii do 52 kg.

## Letnie Igrzyska Olimpijskie 1968
| Konkurencja          | Rundy eliminacyjne      | Rundy eliminacyjne   | Klas. końcowa |
| Konkurencja          | Przeciwnik I            | Przeciwnik II        | Miejsce       |
| -------------------- | ----------------------- | -------------------- | ------------- |
| 52 kg styl klasyczny | Enrique Jiménez (MEX) P | Sin Sang-sik (KOR) P | 22.           |

| Konkurencja      | Rundy eliminacyjne       | Rundy eliminacyjne   | Klas. końcowa |
| Konkurencja      | Przeciwnik I             | Przeciwnik II        | Miejsce       |
| ---------------- | ------------------------ | -------------------- | ------------- |
| 52 kg styl wolny | Wanelge Castillo (PAN) P | Sudesh Kumar (IND) P | 21.           |